# Eszbieta Dadok
Eszbieta Dadok (...) è una sciatrice polacca paralimpica, che ha rappresentato il suo paese nello sci alpino paralimpico ai Giochi paralimpici invernali di Innsbruck del 1984 e del 1988, vincitrice di sai medaglie di bronzo.

## Carriera
Ai Giochi paralimpici invernali di Innsbruck del 1984, Dadok si è classificata al 3º posto nella gara di slalom speciale in 1:22.81 (sul podio Gunilla Ahren, medaglia d'oro, che ha concluso la gara in 1:16.04 e Kathy Poohachof, medaglia d'argento in 1:17.04), nella supercombinata alpina (con 3:47.19, Dadok si è classificata nuovamente terza, dietro a Gunilla Ahren e Kathy Poohachof) e slalom gigante, arrivando poi quarta nella discesa libera Tutte le gare si sono svolte nella categoria LW6/8. Dadok ha conquistato un'ulteriore medaglia di bronzo nello slalom speciale LW3.
Quattro anni più tardi, alle Paralimpiadi di Innsbruck 1988, Dadok si è piazzata al 3º posto nella gara di slalom speciale e slalom gigante e al 5º posto nella discesa libera.
Dadok ha gareggiato anche a Albertville 1992, nella categoria LW5/7,6/8, risultando quarta nel supergigante, quinta nello slalom speciale e sesta in entrambe le gare di slalom gigante e discesa libera.

## Palmarès

### Paralimpiadi
- 6 medaglie:
  - 4 bronzi (slalom speciale LW6/8, slalom speciale LW3, supercombinata LW6/8 e slalom gigante LW6/8 a Innsbruck 1984)
  - 2 bronzi (slalom speciale LW6/8 e slalom gigante LW6/8 a Innsbruck 1988)